# John Knight
Pour les articles homonymes, voir Knight.
Ne doit pas être confondu avec James Knight.
John Knight, mort le 26 juin 1606 sur la côte du Labrador, est un navigateur britannique du XVIIe siècle. 

## Biographie
Après le voyage de John Davis en 1585, il tente en 1605 de découvrir le passage du Nord-Ouest. Après un voyage au Groenland en 1605, capitaine du Hopewell appartenant au roi du Danemark, il part de Gravesend le 18 avril 1606, avec comme pilote James Hall, débarque sur la côte du Labrador, part explorer une montagne pour établir des relevés et disparait. Seul son journal sera retrouvé,. 
Le navire est ramené en Angleterre et rejoint Dartmouth le 24 septembre 1606.